# Disraeli Gears
Albums de Cream
Fresh Cream
(1966) Wheels of Fire
(1968)
Disraeli Gears est le second album du groupe Cream, sorti en novembre 1967. L'album a été classé 5e dans les charts britanniques et fut l'occasion pour Cream de percer aux États-unis où l'album fut classé 4e dans les charts. Deux singles ont été tirés de l'album : Strange Brew et Sunshine of Your Love. Le genre musical est plus près du rock psychédélique que des influences blues initiales du groupe.

## Origine du titre
Le titre de l'album est tiré d'une blague interne au groupe. Au cours d'une discussion à propos de vélo de course entre Ginger Baker et le roadie Mick Turner, ce dernier, parlant de « derailleur gears » (dérailleur), prononça par erreur « Disraeli gears », faisant ainsi involontairement une allusion au premier ministre britannique Benjamin Disraeli (21 décembre 1804 - 19 avril 1881). Le groupe trouva la chose hilarante et décida que ce serait le titre de leur prochain album. Sans la remarque de Mick Turner l'album se serait intitulé Cream,.

## Création et composition
Clapton, Baker, et Jack Bruce ont tous les trois contribué à l'écriture des chansons avec l'aide du parolier Pete Brown et du producteur Felix Pappalardi. L'album a été enregistré aux Atlantic Studios de New York en mai 1967, après une série de neuf participations du groupe à la série de concerts « Music in the 5th Dimension » de Murray the K. Le label de Cream était alors Atco, un label d'Atlantic Records,.
La chanson Blue Condition est particulière en ce qu'elle est chantée par Ginger Baker, pourtant peu réputé pour ses prestations vocales.
La pochette de style psychédélique est l'œuvre de l'Australien Martin Sharp, qui vivait dans le même immeuble que Clapton à Chelsea, The Pheasantry. Lors de leur première rencontre dans un club à Londres, Clapton mentionna qu'il avait plusieurs chansons sans paroles et Sharp lui composa sur une serviette de table un poème que Clapton enregistra comme paroles de Tales of Brave Ulysses.
Interrogé sur la chaîne VH1 à l'occasion d'un numéro de Classic Albums qui présentait Disraeli Gears, Jack Bruce déclara que lors de l'écriture de Take it Back il avait été inspiré par les images récentes des étudiants américains brûlant leur carte de conscription (voir United States v. O'Brien) et qu'il l'écrivit dans un esprit antimilitariste.

## Réédition et postérité
En 2004, l'album est ressorti en une Deluxe edition de deux disques incluant l'album complet en mono et en stéréo, des démos, des prises alternatives de certaines chansons et les enregistrements du groupe pour la radio BBC.
En 1999 Disraeli Gears a reçu le Grammy Hall of Fame Award.
VH1 classa en 2001 l'album au 87e rang des meilleurs album de tous les temps. En 2003 le magazine Rolling Stone le place en 112e position de son classement des 500 plus grands albums de tous les temps, et en 114e position de son classement 2012.
Il est également cité dans l'ouvrage de référence de Robert Dimery Les 1001 albums qu'il faut avoir écoutés dans sa vie et dans beaucoup d'autres listes similaires.

## Titres

### Album original
| 1. | Strange Brew          | Clapton, Collins, Pappalardi | 2:46 |
| 2. | Sunshine of Your Love | Bruce, Brown, Clapton        | 4:10 |
| 3. | World of Pain         | Collins, Pappalardi          | 3:03 |
| 4. | Dance the Night Away  | Bruce, Brown                 | 3:34 |
| 5. | Blue Condition        | Baker                        | 3:29 |

| 1. | Tales of Brave Ulysses                         | Clapton, Sharp              | 2:46 |
| 2. | SWLABR                                         | Bruce, Brown                | 2:32 |
| 3. | We're Going Wrong (en)                         | Bruce                       | 3:26 |
| 4. | Outside Woman Blues (en) (arrangement Clapton) | Reynolds                    | 2:24 |
| 5. | Take It Back                                   | Bruce, Brown                | 3:05 |
| 6. | Mother's Lament (traditionnel)                 | arrg. Bruce, Baker, Clapton | 1:47 |

### Disraeli Gears - Deluxe Edition(2004)
| 1.  | Strange Brew                                  | Clapton, Collins, Pappalardi |           | 2:46 |
| 2.  | Sunshine of Your Love                         | Bruce, Brown, Clapton        |           | 4:10 |
| 3.  | World of Pain                                 | Collins, Pappalardi          |           | 3:03 |
| 4.  | Dance the Night Away                          | Bruce, Brown                 |           | 3:34 |
| 5.  | Blue Condition                                | Baker                        |           | 3:29 |
| 6.  | Tales of Brave Ulysses                        | Clapton, Sharp               |           | 2:46 |
| 7.  | SWLABR                                        | Bruce, Brown                 |           | 2:32 |
| 8.  | We're Going Wrong                             | Bruce                        |           | 3:26 |
| 9.  | Outside Woman Blues (arrangement Clapton)     | Reynolds                     |           | 2:24 |
| 10. | Take It Back                                  | Bruce, Brown                 |           | 3:05 |
| 11. | Mother's Lament (traditionnel)                | Bruce, Baker, Clapton        |           | 1:47 |
| 12. | Lawdy Mama (version 1, traditionnel)          | Clapton                      | Out-takes | 2:00 |
| 13. | Blue Condition (version alternative, inédite) | Baker, Chant: Eric Clapton   | Out-takes | 3:13 |
| 14. | We're Going Wrong                             | Bruce                        | Demos     | 3:49 |
| 15. | Hey Now, Princess                             | Bruce, Brown                 | Demos     | 3:31 |
| 16. | SWLABR                                        | Bruce, Brown                 | Demos     | 4:30 |
| 17. | Weird of Hermiston                            | Bruce, Brown                 | Demos     | 3:12 |
| 18. | The Clearout                                  | Bruce, Brown                 | Demos     | 3:58 |

| 1.  | Strange Brew                              | Clapton, Collins, Pappalardi  |                | 2:46 |
| 2.  | Sunshine of Your Love                     | Bruce, Brown, Clapton         |                | 4:10 |
| 3.  | World of Pain                             | Collins, Pappalardi           |                | 3:03 |
| 4.  | Dance the Night Away                      | Bruce, Brown                  |                | 3:34 |
| 5.  | Blue Condition                            | Baker                         |                | 3:29 |
| 6.  | Tales of Brave Ulysses                    | Clapton, Sharp                |                | 2:46 |
| 7.  | SWLABR                                    | Bruce, Brown                  |                | 2:32 |
| 8.  | We're Going Wrong                         | Bruce                         |                | 3:26 |
| 9.  | Outside Woman Blues (arrangement Clapton) | Reynolds                      |                | 2:24 |
| 10. | Take It Back                              | Bruce, Brown                  |                | 3:05 |
| 11. | Mother's Lament (traditionnel)            | Bruce, Baker, Clapton         |                | 1:47 |
| 12. | Lawdy Mama (version 1, traditionnel)      | Clapton                       | Out-takes      | 2:00 |
| 13. | Blue Condition (version alternative)      | Baker                         | Out-takes      | 3:13 |
| 14. | Strange Brew                              | Clapton, Pappalardi, Collins  | BBC recordings | 3:00 |
| 15. | Tales of Brave Ulysses                    | Clapton, Sharp                | BBC recordings | 2:55 |
| 16. | We're Going Wrong                         | Bruce                         | BBC recordings | 3:25 |
| 17. | Born Under a Bad Sign                     | Booker T. Jones, William Bell | BBC recordings | 3:03 |
| 18. | Outside Woman Blues                       | Reynolds                      | BBC recordings | 3:18 |
| 19. | Take It Back                              | Bruce, Brown                  | BBC recordings | 2:17 |
| 20. | Politician                                | Bruce, Brown                  | BBC recordings | 3:59 |
| 21. | SWLABR                                    | Bruce, Brown                  | BBC recordings | 2:32 |
| 22. | Steppin' Out                              | James Bracken                 | BBC recordings | 3:37 |

## Personnel
- Eric Clapton : guitare solo, guitare rythmique, guitare 12 cordes, chant
- Jack Bruce : basse, harmonica, piano, chant
- Ginger Baker : batterie, percussions, chant